# Entomogramma mediocris
Entomogramma mediocris är en fjärilsart som beskrevs av Walker 1865. Entomogramma mediocris ingår i släktet Entomogramma och familjen nattflyn. Inga underarter finns listade i Catalogue of Life.